# Biogeochemie
Biogeochemie is de wetenschappelijke discipline die de studie omvat van de chemische, fysische, geologische en biologische processen en reacties die de samenstelling van de natuurlijke omgeving bepalen. In het bijzonder is biogeochemie de studie van biogeochemische cycli, de cycli van chemische elementen zoals koolstof en stikstof, en hun interacties met en opname in levende wezens die door biologische systemen op Aarde in ruimte en tijd worden getransporteerd. Het vakgebied richt zich op chemische cycli die  biologische activiteit beïnvloeden of zelf worden beïnvloed. Bijzondere nadruk wordt gelegd op de studie van koolstof-, stikstof-, zuurstof-, zwavel-, ijzer- en fosforcycli. Biogeochemie is een systeemwetenschap die nauw verwant is aan de systeemecologie.

## Geschiedenis

### 18e-19e eeuw
De belangstelling van de landbouw voor de 18e-eeuwse bodemchemie leidde tot een beter begrip van voedingsstoffen en hun verband met biochemische processen. Deze relatie tussen de cycli van het organische leven en hun chemische producten werd verder uitgewerkt door Dumas en Boussingault in een artikel uit 1844 dat wordt beschouwd als een belangrijke mijlpaal in de ontwikkeling van de biogeochemie. Lamarck gebruikte de term biosfeer voor het eerst in 1802. Vroeg klimaatonderzoek door wetenschappers als Lyell, Tyndall en Fourier begon ijstijd, verwering en klimaat met elkaar in verband te brengen.

### 20e eeuw
De grondlegger van de moderne biogeochemie was Vladimir Vernadsky, een Russische en Oekraïense wetenschapper wiens boek uit 1926 The Biosphere, een fysica van de Aarde als levend geheel formuleerde. Vernadsky onderscheidde drie sferen, waarbij een sfeer een concept was dat leek op het concept van een faseruimte. Hij merkte op dat elke sfeer zijn eigen evolutiewetten had, en dat de hogere sferen de lagere beïnvloedden en domineerden:
1. Abiotische sfeer – alle niet-levende energie en materiële processen
2. Biosfeer – de levensprocessen die binnen de abiotische sfeer leven
3. Nöesis of noösfeer – de sfeer van het menselijke cognitieve proces

Menselijke activiteiten (bijvoorbeeld landbouw en industrie) wijzigen de biosfeer en de abiotische sfeer. In de hedendaagse omgeving is de hoeveelheid invloed die mensen hebben op de andere twee sferen vergelijkbaar met een geologische kracht (zie antropoceen).
Aan Hutchinson wordt  het schetsen van de brede reikwijdte en principes van dit nieuwe vakgebied toegeschreven. Meer recentelijk werden de basiselementen van de discipline biogeochemie opnieuw geformuleerd en gepopulariseerd door de Britse wetenschapper en schrijver James Lovelock, onder het label van de Gaia-hypothese. Lovelock benadrukte het concept dat levensprocessen de Aarde reguleren door middel van feedbackmechanismen om haar bewoonbaar te houden. Het onderzoek van Manfred Schidlowski hield zich bezig met de biochemie van de vroege Aarde.

## Biogeochemische cycli
Biogeochemische cycli zijn de paden waarlangs chemische stoffen door de biotische en abiotische compartimenten van de Aarde cirkelen (worden omgedraaid of verplaatst). Het biotische compartiment is de biosfeer en de abiotische compartimenten zijn de atmosfeer, de hydrosfeer en de lithosfeer. Er zijn biogeochemische cycli voor chemische elementen, zoals voor calcium, koolstof, waterstof, kwik, stikstof, zuurstof, fosfor, selenium, ijzer en zwavel, evenals moleculaire cycli, zoals voor water en silica. Er zijn ook macroscopische cycli, zoals de gesteentecyclus, en door de mens veroorzaakte cycli voor synthetische verbindingen zoals polychloorbifenylen (pcb's). In sommige kringlopen zijn er reservoirs waar een stof voor langere tijd kan blijven of kan worden vastgehouden.

## Onderzoek
Over de hele wereld bestaan er biogeochemische onderzoeksgroepen op universiteiten. Deze worden vaak ondergebracht in grotere disciplines zoals aardwetenschappen en milieuwetenschappen.
Veel onderzoekers bestuderen de biogeochemische cycli van chemische elementen zoals koolstof, zuurstof, fosfor, zwavel  en stikstof, evenals hun stabiele isotopen. Ook de cycli van sporenelementen, zoals de sporenmetalen en de radionucliden, worden bestudeerd. Dit onderzoek heeft duidelijke toepassingen bij de exploratie van ertsafzettingen en olie, en bij het saneren van milieuvervuiling.
Enkele belangrijke onderzoeksgebieden voor biogeochemie zijn onder meer:
- modelvorming van natuurlijke systemen
- herstelprocessen van bodem- en waterverzuring
- eutrofiëring van oppervlaktewater
- klimaatverandering